# 哈文特區
哈文特自治市鎮（英語：Borough of Havant），英國英格蘭東南區域漢普郡的一個自治市鎮、非都市區（地方第二級區政府），自治市鎮議會所在地，位於同名的哈文特。
哈文特自治市鎮成立於1974年4月1日，根據1972年地方政府法。目前，哈文特自治市鎮下轄14個民政教區。